# Riccardo Mazzoli
Riccardo Mazzoli (* 2. April 1969 in Mailand) ist ein italienischer Schauspieler, Künstler und Animateur.

## Leben
Mazzoli ist als Animator und Regisseur von Dutzenden italienischer TV-Werbespots bekannt geworden. Er war Regisseur und Animator von Videoclips für Zecchino d’Oro und dann für den Verlag Arnoldo Mondadori Editore. Er ist auch der Schöpfer der „Calciatoons“-Fußball-Satire-Clips bei Sky Toons.
Mazzoli unterrichtet an der Civica Scuola di Cinema Luchino Visconti „Digitale Animation“.

## Filmografie
- 1991: Von Luft und Liebe
- 1998: Wie Kater Zorbas der kleinen Möwe das Fliegen beibrachte
- 2002: Johan Padan entdeckt Amerika